# ینس برتل آسکو
ینس بارتل آسکو (انگلیسی: Jens Berthel Askou؛ زادهٔ ۱۹ اوت ۱۹۸۲) بازیکن فوتبال و مربی اهل دانمارک است.
از باشگاه‌هایی که در آن بازی کرده‌است می‌توان به باشگاه فوتبال میلوال، باشگاه فوتبال قاسم‌پاشا اسپور، باشگاه فوتبال اسبیرگ، باشگاه فوتبال سیلکبورگ، باشگاه فوتبال وایله بلدکلوب، و باشگاه فوتبال نوریچ سیتی اشاره کرد.